# 多育曲霉
多育曲霉（学名：Aspergillus proliferans）是属于散囊菌目发菌科曲霉属的一种真菌，可生长在土壤、霉杏壳等基物上。该种分布于中国、印度等地。